# Аравийский ринхокалямус
Аравийский ринхокалямус (лат. Rhynchocalamus arabicus) — вид змей из рода ринхокалямусов семейства ужеобразных. Известен по трём экземплярам, один из которых был найден в Адене (Йемен), а два других — в Дофаре (Оман). О биологии вида почти ничего не известно. Особи из Омана были найдены активными в ночное время.
Мелкая змея с тонким округлым телом длиной до 289 мм вместе с хвостом. Голова узкая и слабо отделена от туловища, покрыта крупными щитками. Широкий межчелюстной щиток заходит назад до половины длины межносовых. Глаза среднего размера, с круглыми зрачками, по окраске не отличаются от остального тела. Имеет по одному предглазничному и заглазничному щитку с каждой стороны. Верхнегубных шесть, третий и четвёртый касаются глаза. Нижнегубных щитков шесть. Туловищные чешуи гладкие, вокруг середины тела образуют 15 рядов. Брюшных щитков 240. Хвост средней длины, занимает около 17 % общей длины. Подхвостовых щитков 71—81. Все, кроме последних пяти щитков, парные. Анальный щиток парный. Все известные экземпляры имеют полностью чёрную окраску.